# David Anthony Higgins
David Anthony Higgins (Des Moines, 9 dicembre 1961) è un attore statunitense.

## Biografia
Fratello di Steve Higgins e Alan J. Higgins, sua madre ha origini italiane. Diviene un attore popolare entrando nel cast del telefilm dell'ABC Ellen interpretando Joe Farrell, l'antipatico cameriere che consegna il caffè nella libreria della protagonista dal 1994 al 1998. La sua fama cresce interpretando dal 2000 al 2006 Craig Feldspar nella sitcom della Fox Malcolm, il caporeparto del supermercato Lucky Aide dove lavora Lois, la madre del protagonista. Il suo ruolo di successo è stato però quello di Reginald Bitter nella serie televisiva Big Time Rush, per Nickelodeon.

## Filmografia

### Cinema
- Coldblooded, regia di Wallace Wolodarsky (1995)
- Conti in sospeso (Payback), regia di Anthony Hickox (1995)
- Un tipo sbagliato (The Wrong Guy) , regia di David Steinberg (1997)
- Omicidio in diretta (Snake Eyes), regia di Brian De Palma (1998)

### Televisione
- Ellen – serie TV, 89 episodi (1994-1998)
- NewsRadio – serie TV, episodi 2x10-3x21-5x03 (1995-1998)
- Malcolm & Eddie – serie TV, episodio 1x01 (1996)
- Jarod il camaleonte (The Pretender) – serie TV, episodio 2x18 (1998)
- The Army Show – serie TV, 13 episodi (1998)
- Giudice Amy (Judging Amy) – serie TV, episodio 1x05 (1999)
- Malcolm (Malcolm in the Middle) – serie TV, 39 episodi (2000-2006)
- Tutto in famiglia (My Wife and Kids) – serie TV, episodio 3x26 (2003)
- True Jackson, VP – serie TV, episodio 1x04 (2008)
- Big Time Rush – serie TV, 39 episodi (2009-2013)
- Mike & Molly – serie TV, 27 episodi (2011-2016)
- American Horror Story – serie TV, episodi 1x03-1x07-1x12 (2011)
- L'uomo di casa (Last Man Standing) – serie TV, episodio 1x04 (2011)
- Californication – serie TV, episodio 5x01 (2012)
- Wendell & Vinnie – serie TV, episodio 1x08 (2013)
- International Ghost Investigators – serie TV, 9 episodi (2014-2015)
- Comedy Bang! Bang! – serie TV, episodio 4x06 (2015)
- Mom – serie TV, episodio 4x22 (2017)
- School of Rock – serie TV, episodio 3x04 (2017)
- B Positive – serie TV (2020)

### Cortometraggi
- Three Blind Mice, regia di Jordan Ross (2004)

## Doppiatori italiani
Nelle versioni in italiano delle opere in cui ha recitato, David Anthony Higgins è stato doppiato da:
- Roberto Stocchi in American Horror Story, Californication
- Marzio Margine in Ellen
- Roberto Gammino in Malcolm
- Daniele Valenti in Big Time Rush (1ª voce)
- Gianluca Machelli in Big Time Rush (2ª voce)
- Franco Mannella in Mike & Molly